# Cosmos Social Clube
Cosmos Social Clube é uma agremiação esportiva da cidade de São Gonçalo, estado do Rio de Janeiro, fundada a 2 de maio de 1976.

## História
Filia-se à Liga Gonçalense de Desportos em 5 de abril de 1993. Estreia no profissionalismo em 1994 no Campeonato da Terceira Divisão de Profissionais promovido pela FFERJ, ficando em quarto lugar, sendo superado por Cardoso Moreira Futebol Clube, Jacarepaguá Futebol Clube e União Atlético Clube. Esporte Clube Vila São Luiz, União de Marechal Hermes Futebol Clube e Bela Vista Futebol Clube completaram a classificação.
Em 1995, participa novamente da Terceira Divisão com boa campanha. Em 1996, participa da Quarta Divisão, um módulo criado por clubes que não haviam podido se inscrever na Terceira Divisão, que já havia ocorrido no primeiro semestre. Sagra-se vice-campeão.
Em 1997, disputa novamente a Quarta Divisão é vence o campeonato. Em 1998, está na Terceira Divisão e sagra-se vice-campeão.
Em 1999, disputa finalmente a Segunda Divisão, mas fica em último lugar no seu grupo na primeira fase. Em 2000, ainda na Segunda Divisão, acaba ficando em quarto em seu grupo e eliminado por conseguinte da fase posterior.
Desde então o clube se licenciou das competições de âmbito profissional. Possui as cores verde e branco.

## Títulos
| Estaduais | Estaduais                       | Estaduais | Estaduais  |
|           | Competição                      | Títulos   | Temporadas |
| --------- | ------------------------------- | --------- | ---------- |
|           | Campeonato Carioca - 4ª divisão | 1         | 1997       |

### Campanhas de destaque
- Vice-Campeão Estadual da 3ª Divisão: 1998;
- Vice-campeão Estadual da 4ª Divisão: 1996;

## Artilheiros
- Artilheiros do Campeonato Carioca da Quarta Divisão

1. Siri - 1997 (8 gols).

## Fonte
- VIANA, Eduardo. Implantação do futebol Profissional no Estado do Rio de Janeiro. Rio de Janeiro: Editora Cátedra, s/d.